# 연성대학교 축구부
연성대학교 축구부(영어: Yeonsung University  Football Club)는 대한민국 경기도 안양시에 위치한 대학교 축구부이다. 연성대학교에서 운영하는 대학 축구부이며, 2023년부터 U리그에 공식적으로 참가하게 되었다.

## 역사
허지우와 김도현이 팀을 살려 프로 진출하다.

## 출신 선수
허지우 (광주FC)
김도현 (안양FC)

## 참고 문헌
- “KFA 통합경기정보 시스템”. 대한축구협회.
- 약속의 땅 통영 제59회 춘계대학축구연맹전 출전 선수 명단

## 같이 보기
- 연성대학교